# Olaf Tryggvason
Olaf Tryggvason (en nòrdic: Óláfr Tryggvason, en noruec: Olav Tryggvason) (969? – 1000) va ser rei de Noruega des del 995 fins a la seva mort cinc anys després. Era fill de Tryggve Olafsson, rei de Viken, i besnet del primer rei noruec Harald I "el de la Bella Cabellera".
Olaf va tenir un paper important en la conversió dels víquings al cristianisme. Va fer construir la primera església a Noruega (995) i fundà la ciutat de Trondheim (997).

## Biografia

### Exili
Segons les sagues, Olaf hauria nascut poc després de l'assassinat del seu pare, el rei de Viken Tryggve Olafsson, que pretenia reunificar Noruega. La seva esposa Astrid hauria fugit a un illot per amagar-se d'Harald, líder de la facció que havia matat el seu marit i rei des del 961, i allà va néixer Olaf Tryggvason.
Durant la seva infància, Olaf va haver de fugir constantment per evitar ser capturat pels assassins del seu pare. Astrid el va portar primer a la terra del seu pare, a Oppland i després a Suècia, on els van continuar seguint els emissaris d'Harald. Finalment, Astrid va decidir posar rumb a Rus de Kíev, on el seu germà Sigurd treballava al servei del rei Vladímir I.
Olaf només tenia tres anys quan van salpar en un vaixell mercant amb direcció a Nóvgorod. Durant la travessia pel Bàltic, van ser capturats per pirates estonians que es van apoderar de tota la tripulació. Olaf va ser venut com a esclau a canvi d'un abric de pells a un home anomenat Reas.
Sis anys més tard, el seu oncle Sigurd Eriksson va visitar Estònia recaptant impostos en nom de Vladímir. En topar amb un nen que no semblava natiu, li va preguntar d'on era. El nen va contestar que era Olaf, fill de Tryggve Olafson i Astrid Eiriksdattir. Sigurd va comprar la llibertat d'Olaf i se'l va endur a viure amb ell a Novgorod.
Sota la protecció del rei Vladímir, Olaf va créixer i va arribar a obtenir el títol de capità de les seves tropes, però al cap d'un temps el rei va començar a neguitejar-se per la gran popularitat d'Olaf entre els seus soldats, i va passar a tractar-lo amb més reserves. Olaf va decidir que havia arribat el moment de buscar fortuna en una altra banda i va abandonar el regne.
Liderant una banda de guerrers, Olaf es va dedicar a saquejar pobles i ports del Bàltic. Durant aquestes exitoses campanyes es va casar amb Geira, una princesa vend.
Com que el seu sogre era vassall del Sacre Imperi, Olaf es va unir a l'exèrcit de saxons, francs, frisis i vends que l'emperador Otó III va reclutar per combatre els pagans danesos. El rei de Dinamarca Harald I comptava amb el suport del nou rei de Noruega, Haakon Jarl, però va ser derrotat per l'exèrcit imperial i els dos reis van ser obligats a convertir-se al cristianisme.
Després de la campanya, Olaf va viure tres anys amb la seva esposa Geira, fins que aquesta emmalaltí i morí el 984. Olaf va abandonar les terres de la seva difunta esposa i va tornar a la vida de pirateig. Va liderar ràtzies des de Frísia fins a les Hèbrides, i quatre anys més tard desembarcà a les Illes Scilly, on hi vivia un ermità del que es deia que podia predir el futur. L'ermità va fer-li una sèrie de prediccions, entre les quals hi havia que es convertiria al cristianisme i que esdevindria rei. En veure que les primeres prediccions de l'ermità es feien realitat, Olaf es va fer batejar en la fe cristiana.
Després de la conversió, va decidir deixar d'atacar els anglesos perquè no volia combatre gent de la seva mateixa creença. El 988 va casar-se amb Gyda, germana del rei de Dublín Olaf Cuaran, i la parella va viure a Anglaterra i Irlanda.

### Regnat

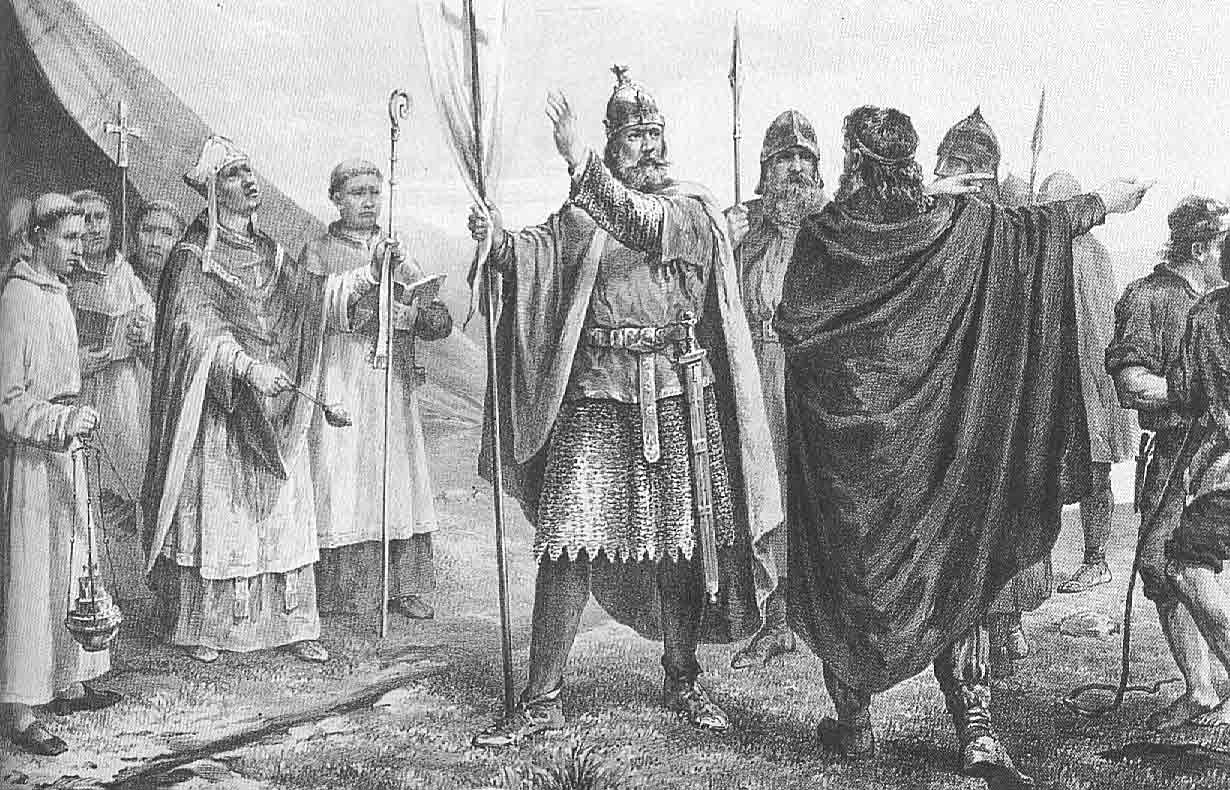
Arribada d'Olaf a Noruega. Gravat de Peter Nicolai Arbo (1860)

El 995, van arribar rumors a Olaf que el rei Haakon Jarl era cada cop més impopular a Noruega, i va veure l'oportunitat de tornar a la seva terra natal. Quan va arribar-hi, es trobà que la rebel·lió ja havia esclatat i Haakon havia hagut de fugir i amagar-se. Els rebels van acceptar Olaf com a rei, i poc després Haakon va ser assassinat per un dels seus esclaus.
Tot seguit, Olaf va viatjar arreu de Noruega per reafirmar el seu poder, exigint als seus nous vassalls que es convertissin al cristianisme. El 997, va fundar la ciutat de Trondheim al lloc on s'havia reunit per primer cop amb els rebels contra Haakon, i des d'on governaria el país.
Olaf va continuar promovent el cristianisme durant el seu regnat. Va batejar el descobridor d'Amèrica Leif Eriksson, i va fer que l'acompanyés un sacerdot en el seu retorn a Grenlàndia per convertir la seva gent. Olaf també va implantar el cristianisme a les Illes Òrcades.
Probablement, el somni d'Olaf era aconseguir una Escandinàvia cristiana i unificada. Amb aquest objectiu, hauria fet una proposta matrimonial a Sigrid la Superba, reina de Suècia. D'acord amb les sagues, l'aliança va fracassar per la insistència de Sigrid a conservar la seva fe pagana, i Suècia i Noruega acabaren enfrontades. Olaf també es va enemistar amb el rei Svend I de Dinamarca en casar-se sense el seu consentiment amb la seva germana, que havia fugit del seu marit Miecislau I de Polònia.

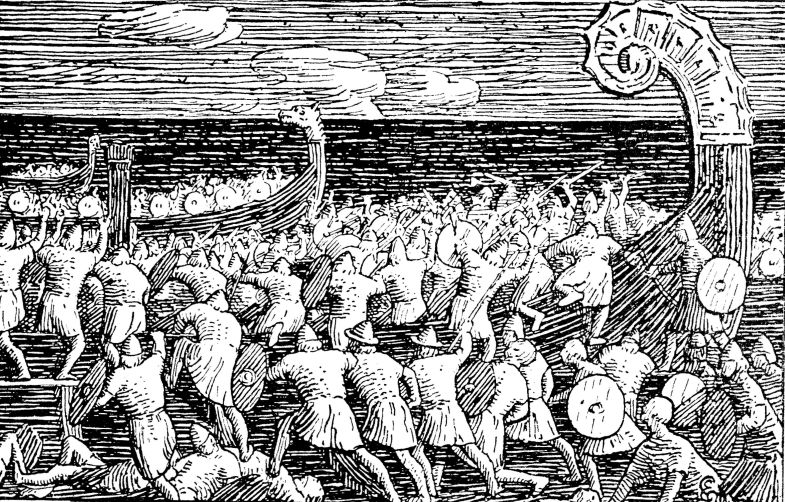
La nau d'Olaf, la "Serp Llarga", és atacada durant la batalla de Svolder (Halfan Egedius, 1897)

Les sagues diuen que les seves dues primeres esposes van fer guanyar riquesa i prestigi a Olaf, però que la darrera fou la seva perdició. Intentant recuperar les terres que havien pertangut a la seva esposa, Olaf es va enfrontar a una flota enemiga l'any 1000: estava formada per naus sueques, daneses i vends, i també pels vaixells dels fills de Haakon Jarl. Seguí la batalla de Svolder (norrè occidental antic Svǫld i Svǫldr, islandès modern: Svöld) en la qual el rei noruec perdé la vida. Olaf va lluitar fins al final des de la coberta del seu vaixell [[Ormr [inn] langi]] (també: Ormrinn langi) (islandès modern: Ormurinn langi), "El drac llarg", en oposició al vaixell Ormr inn skammi "el drac curt" fins que va caure a l'aigua per la borda i desaparegué.
Durant un temps després de la batalla, hi hagué rumors que Olaf havia sobreviscut i havia aconseguit nadar fins a la costa. Tant el rei anglès Etelred l'Indecís com la germana d'Olaf, Astrid, van rebre regals en nom d'Olaf després de la seva suposada mort. El cronista i monjo Oddr Snorrason reporta gent que assegurava haver-lo vist a Roma, Jerusalem, i en altres llocs d'Europa i del Mediterrani. La darrera d'aquestes aparicions hauria estat l'any 1046.

## Avantpassats
|  |                        |  |  |  |  |  |  |  |  |  |  |  |  |  |  |  |
|  | 8. Harald I            |  |  |  |  |  |  |  |  |  |  |  |  |  |  |  |
|  |                        |  |  |  |  |  |  |  |  |  |  |  |  |  |  |  |
|  |                        |  |  |  |  |  |  |  |  |  |  |  |  |  |  |  |
|  | 4. Olaf Haraldsson     |  |  |  |  |  |  |  |  |  |  |  |  |  |  |  |
|  |                        |  |  |  |  |  |  |  |  |  |  |  |  |  |  |  |
|  |                        |  |  |  |  |  |  |  |  |  |  |  |  |  |  |  |
|  | 9. Svanhild            |  |  |  |  |  |  |  |  |  |  |  |  |  |  |  |
|  |                        |  |  |  |  |  |  |  |  |  |  |  |  |  |  |  |
|  |                        |  |  |  |  |  |  |  |  |  |  |  |  |  |  |  |
|  | 2. Tryggve Olafson     |  |  |  |  |  |  |  |  |  |  |  |  |  |  |  |
|  |                        |  |  |  |  |  |  |  |  |  |  |  |  |  |  |  |
|  |                        |  |  |  |  |  |  |  |  |  |  |  |  |  |  |  |
|  | 1. Olaf I Tryggvason   |  |  |  |  |  |  |  |  |  |  |  |  |  |  |  |
|  |                        |  |  |  |  |  |  |  |  |  |  |  |  |  |  |  |
|  |                        |  |  |  |  |  |  |  |  |  |  |  |  |  |  |  |
|  | 6. Erik Biodaskalde    |  |  |  |  |  |  |  |  |  |  |  |  |  |  |  |
|  |                        |  |  |  |  |  |  |  |  |  |  |  |  |  |  |  |
|  |                        |  |  |  |  |  |  |  |  |  |  |  |  |  |  |  |
|  | 3. Astrid Eiriksdattir |  |  |  |  |  |  |  |  |  |  |  |  |  |  |  |
|  |                        |  |  |  |  |  |  |  |  |  |  |  |  |  |  |  |
|  |                        |  |  |  |  |  |  |  |  |  |  |  |  |  |  |  |